# Hoogbouwtruck

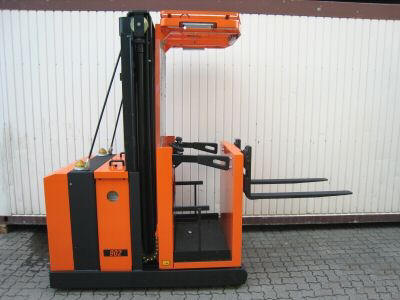
Een hoogbouwtruck man-up.

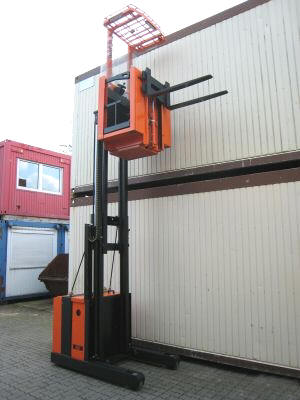
Een hoogbouwtruck man-up met cabine en vork omhoog.

Een hoogbouwtruck is een specialistisch vervoermiddel dat wordt gebruikt als orderverzamelaar in veel hoogbouwmagazijnen. Dit vervoermiddel kan worden gezien als variant van de welbekende vorkheftruck, maar heeft als kenmerkend onderscheid dat het pallets tot op grote hoogte kan plaatsen en oppakken in de magazijnstelling.
Hoogbouwtrucks kunnen worden onderverdeeld in twee types:
- Hoogbouwtruck man-down: Bij dit type truck blijft de cabine met de bestuurder in alle gevallen beneden ("op de grond") en beweegt enkel de vork van het voertuig langs de mast omhoog. De bestuurder dient dus omhoog te kijken wanneer hij of zij bijvoorbeeld een pallet uit de stelling wil nemen.
- Hoogbouwtruck man-up: Bij dit type truck beweegt de cabine samen met de vork omhoog langs de mast. Dit heeft als voordeel dat men goed zicht heeft op de vork, waardoor een kleinere kans bestaat op foutjes of ongelukken. Dit type hoogbouwtruck wordt ook wel Hoogheffende Orderverzamelaar (HHOV) of Rider Order Picking Truck (ROPT) genoemd.

Bij beide types geldt dat ze gebruikt worden binnen het Very Narrow Aisle (VNA)-systeem, wat inhoudt dat de gangpaden tussen de stellingen erg smal zijn vergeleken met die in een normaal magazijn. Er hoeft immers geen rekening te worden gehouden met de draaicirkel van bijvoorbeeld een vorkheftruck: enkel de breedte van de hoogbouwtruck dient in het gangpad te passen. Om te zorgen dat de truck volledig recht door de gangpaden beweegt, dient gebruik te worden gemaakt van een geleiderails (waarbij de truck aan de zijkanten wieltjes heeft, die exact binnen deze rails passen) of van inductiegeleiding (waarbij de truck een in de vloer geïntegreerd elektrisch spoor volgt). In alle gevallen zijn de gangpaden en trucks voorzien van een serie beveiligingsmaatregelen waardoor de truck bijvoorbeeld niet op de maximale snelheid het gangpad uit kan rijden. Zo wordt de kans op ongevallen geminimaliseerd.
Ook bij de bediening van de trucks zijn vele systemen opgenomen om zorg te dragen voor een zo veilig mogelijk gebruik. Knoppen of sensoren registreren of de bestuurder met beide handen in contact staat met de bedieningsknop, -hendel of -paneel en een dodemansknop doet hetzelfde voor de voeten. Wanneer een van deze knoppen niet is ingedrukt, stopt de truck onmiddellijk met rijden. Ook zijn de deuren aan weerszijden van de cabine van een soortgelijke beveiliging voorzien en klinkt bij de meeste merken en types man-up trucks een waarschuwingstoon wanneer de deur op hoogte wordt geopend. Op het rijdende gedeelte van de truck bevinden zich een of meerdere waarschuwingslampen en wordt bij sommige types een waarschuwingstoon gebruikt.
In het geval van de man-up truck bestaat altijd het (kleine) risico dat de truck stopt met functioneren wanneer de cabine zich bovenaan de mast bevindt. Voor dat zeldzame geval bevindt zich onderaan de truck een veiligheidsventiel, waarmee anderen de cabine langzaam naar beneden kunnen laten komen. Zou zelfs dat niet werken, is de aanwezigheid van een abseil-uitrusting verplicht. De bestuurder dient op de hoogte te zijn van de bedieningswijze van deze uitrusting.
Alle hoogbouwtrucks worden van energie voorzien door een draaistroommotor. Deze, plus de benodigde accu's, zorgen voor het broodnodige contragewicht. Hoogbouwtrucks hebben een draagvermogen tot 1.500 kilo en een maximale hefhoogte tot zo'n 15 meter, waardoor een eigen gewicht van 7.000 tot 9.000 kilo nodig is voor optimale functionaliteit.